# دک۱۳
دک۱۳ (انگلیسی: Deck13) شرکت بازی ویدئویی آلمانی است، که در سال ۲۰۰۱ تأسیس شد.